# 博爾塞吉島
博爾塞吉島（英語：Borceguí Island）是南極洲的島嶼，屬於南設得蘭群島的一部分，處於耶爾喬角和吉伯斯岩之間，距離象島北岸2公里，現時由南極條約體系管理。